# Ruellia quadrisepala
Ruellia quadrisepala är en akantusväxtart som beskrevs av Raymond Benoist. Ruellia quadrisepala ingår i släktet Ruellia och familjen akantusväxter. Inga underarter finns listade i Catalogue of Life.